# Katholische Stiftungshochschule München

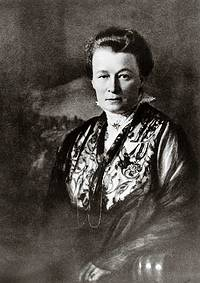
Ellen Ammann, Gründerin und erste Leiterin der Sozialen Frauenschule

Die Katholische Stiftungshochschule München (KSH München) ist eine staatlich anerkannte Hochschule der kirchlichen Stiftung des öffentlichen Rechts Katholische Bildungsstätten für Sozialberufe in Bayern mit Standorten in München und Benediktbeuern. Eine konfessionelle Zugehörigkeit wird bei Studierenden nicht vorausgesetzt. Die KSH ist nach der Katholischen Universität Eichstätt-Ingolstadt die zweitgrößte Bildungseinrichtung der römisch-katholischen Kirche in Bayern sowie die älteste katholische Ausbildungsstätte für Soziale Arbeit in Deutschland.

## Überblick
Die KSH bietet Bachelor- und Masterstudiengänge im Sozial-, Pflege-, Gesundheits- und pädagogischen Bereich an. Sie ist dabei in die Fakultäten Soziale Arbeit (beide Standorte) sowie Gesundheit und Pflege (Standort München) gegliedert. Ergänzend gibt es Zusatzqualifikationen im theologischen, musischen und erlebnispädagogischen Bereich. Über Kooperationen mit titelverleihenden Universitäten in Bayern ist zudem eine Promotion möglich; ab 2026 können an der KSH eigenständige Promotionen durchgeführt werden. Für Personen mit ausländischen pädagogischen Studienabschlüssen gibt es Qualifikationsangebote für den deutschen Arbeitsmarkt.

## Selbstverständnis
Die KSH versteht sich als Hochschule, an der „Wissenschaft, gesellschaftlicher Anspruch und Menschlichkeit zu einem Ganzen werden“. Besondere Schwerpunkte werden auf Praxisnähe, internationale Kooperationen und eine werteorientierte Bildung gelegt. Die KSH München verstehe sich als „lernende Organisation“ in einer globalisierten und sich wandelnden Welt und setze sich für „eine freiheitliche, demokratische, rechtsstaatliche, solidarische und offene Gesellschaft“ ein.

## Standorte
Die KSH hat zwei Standorte in München und Benediktbeuern.

### Campus München
Der Campus München der KSH liegt im Münchner Stadtteil Haidhausen auf dem Gelände des Kirchlichen Zentrums der Erzdiözese München und Freising. Der Campus hat etwa 1900 Studierende mit rund 500 neuen Studierenden pro Jahrgang.

### Campus Benediktbeuern
Der Campus Benediktbeuern liegt in Benediktbeuern (Landkreis Bad Tölz-Wolfratshausen in Oberbayern, Alpenvorland) in einer denkmalgeschützten Klosteranlage der Salesianer Don Boscos. Der Campus hat etwa 550 Studierende mit rund 150 neuen Studierenden pro Jahrgang.

## Studiengänge
Die KSH München bietet folgende Studiengänge an:
Am Campus München:
- Soziale Arbeit (Vollzeit, berufsbegleitend und Dual)
- Kindheitspädagogik (Vollzeit und digital)
- Healthcare-Management
- Pflegepädagogik
- Pflege (Dual und Vollzeit)
- Hebammenkunde
- Wirtschaftspsychologie

Am Campus Benediktbeuern:
- Soziale Arbeit (2plus, Dual und Vollzeit)

- Religionspädagogik und kirchliche Bildungsarbeit (Dual und Vollzeit)
- Doppelstudium Religionspädagogik und kirchliche Bildungsarbeit und Soziale Arbeit

### Masterstudiengänge
Konsekutive Masterstudiengänge am Campus München:
- Angewandte Bildungswissenschaften/Pädagogik (M.A.)
- Soziale Arbeit als Wissenschaft und Profession (M.A.)
- Management von Sozial- und Gesundheitsbetrieben (M.A.)
- Bildung und Bildungsmanagement im Gesundheitssystem (M.A.)
- Pflegewissenschaft – Innovative Versorgungskonzepte (M.Sc.)
- Angewandte Versorgungsforschung (M.Sc.)
- Midwifery-Led Care (M.Sc.)

Weiterbildungsmaster:
- Soziale Arbeit (M.A.)
- Suchthilfe (M.Sc.)
- Community Health Nursing (M.Sc.)

### Zusatzqualifikationen
- Theologische Zusatzqualifikation (beide Standorte)
- Erlebnispädagogische Zusatzqualifikation (beide Standorte)
- Campus München: Musikpädagogisches Profil MuPro; Campus Benediktbeuern: Musikpädagogische Zusatzausbildung MUZA

### Angebote für Personen mit ausländischen pädagogischen Studienabschlüssen
(Quelle: )
- BEFAS - Bildung und Erziehung im Kindesalter und BEFAS+ (B.A.)
- IBS (Erwerb der Berufsbezeichnung „staatlich anerkannte Sozialpädagogin“ oder „staatlich anerkannter Sozialpädagoge“)
- Anpassungslehrgang für Hebammen aus Drittstaaten (Erlaubnis zum Tragen der Berufsbezeichnung Hebamme)

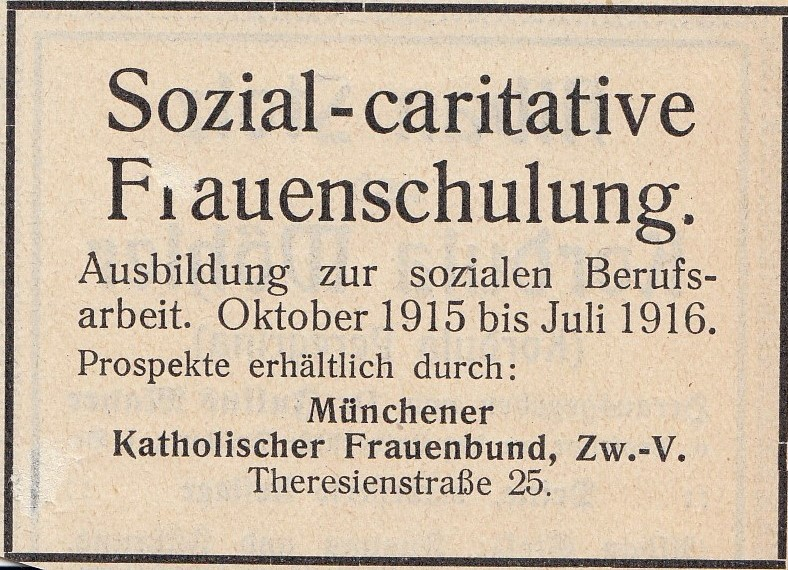
Werbeanzeige, archiviert im Ida-Seele-Archiv

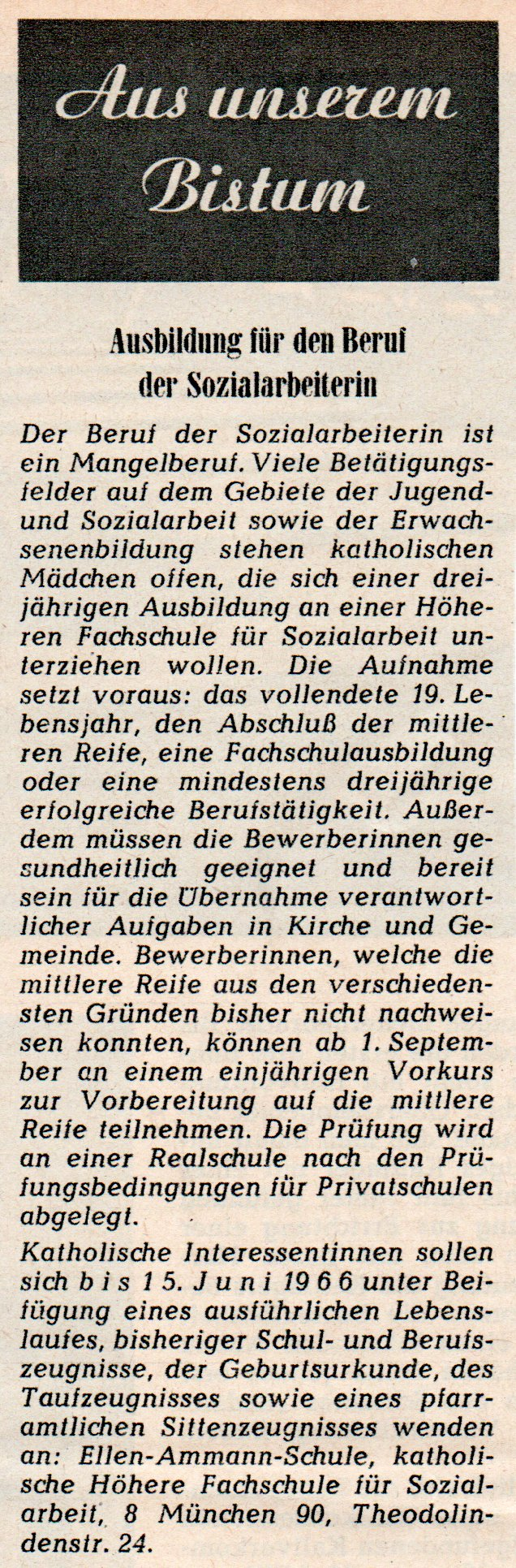
Werbeanzeige in den Kirchenzeitungen der bayerischen Bistümer (1966)

## Geschichte

### Vorgeschichte (1909–1971)
Die Wurzeln der Katholischen Stiftungshochschule München gehen zurück auf die Anfänge professioneller Sozialer Arbeit zu Beginn des 20. Jahrhunderts angesichts von Massenarmut, des Wohnelends und der Ausbeutung der männlichen wie weiblichen Arbeiterschaft im Königreich Bayern, ferner den Umstand, dass für die behördliche Armenpflege, bisher eine Männerbastion, Frauen zugelassen wurden. Die Zulassung von Frauen erforderte geschulte Kräfte, wenn die „weibliche Arbeit wahrhaft nutzbringend und umgestaltend auf die Armenpflege wirken“ sollte.
Es waren insbesondere Frauen der organisierten katholischen Frauenbewegung, die sich für die Gründung Sozialer Frauenschulen einsetzten, in Bayern insbesondere Ellen Ammann, Gräfin Pauline von Montgelas, Marie Amelie von Godin, Marie Buczkowska, Gräfin Hedwig von Preysing und Elisabeth Hopmann. Genannte begriffen Soziale Arbeit als eine typisch weibliche Kulturleistung. Demzufolge war die Gründung einer Socialen und caritativen Frauenschule, die einerseits die Verknüpfung von Praxis und Theorie, andererseits die notwendigen Fertigkeiten und Kenntnisse für die Ausübung Sozialer Arbeit vermittelt, ein Gebot der Stunde.

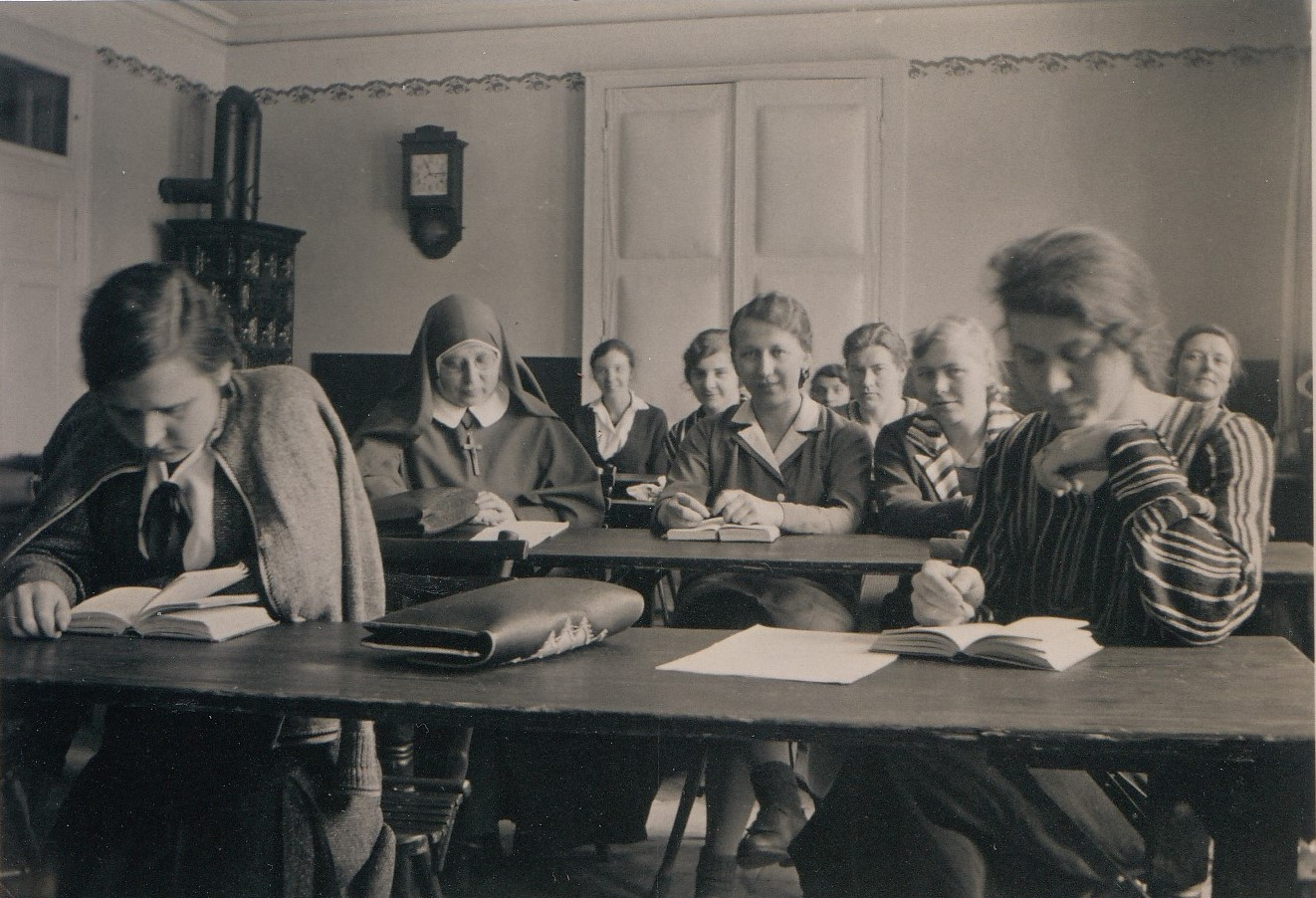
Kurs 1923/24, archiviert im Ida-Seele-Archiv

Die Katholische Stiftungsfachhochschule München wurde aus mehreren Vorgängereinrichtungen gebildet. Dabei handelte es sich um folgende vier Ausbildungsinstitutionen:

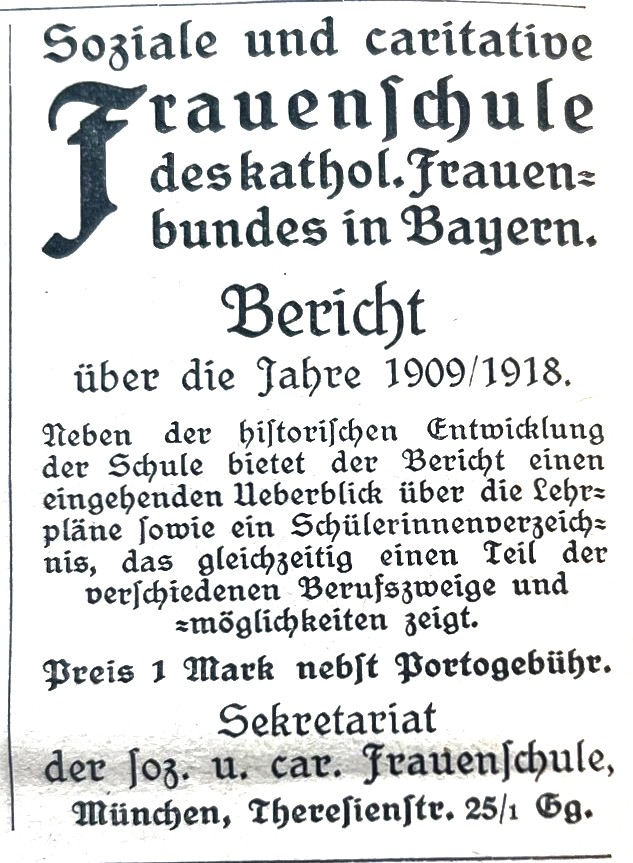
Bericht über die Jahre 1909 bis 1918, archiviert im Ida-Seele-Archiv

1. die ab Oktober 1909 von der gebürtigen Schwedin Ellen Ammann im Rückgebäude ihres Wohnhauses in der Münchener Theresienstraße angebotene Abfolge von Schulungskursen für ehrenamtlich tätige Frauen zu sozial-caritativen Themen, welche 1912 mit Hilfe von Maria Hopmann in zweisemestrige und ab 1916 in viersemestrige Schulungskurse ausgebaut wurden. Die Einrichtung nannte sich Sozial-Caritative Frauenschule. 1912 wurde in Augsburg eine Zweigstelle eingerichtet, die jedoch nach wenigen Jahren wieder aufgelöst wurde.[14] 1926 wurde die Sozial-Caritative Frauenschule staatlich anerkannt. 1963 wurde sie in eine Höhere Fachschule für Sozialarbeit umgewandelt und 1964 in Ellen-Ammann-Schule umbenannt. Die Ausbildung führte zum Abschluss Staatlich anerkannte Sozialarbeiterin. Zudem wurde eine Ausbildung zur Seelsorgehelferin angeboten
2. dem 1959 auf Anregung von Monsignore Wilhelm Bleyer gegründeten einjährigen und einmaligen Grundlehrgang für männliche Sozialberufe (Jugendhilfe und Sozialarbeit),[15] der im folgenden Jahr zur Wohlfahrtsschule für Männer umgewandelt wurde (ab 1963 Höhere Fachschule für Sozialarbeit),
3. die 1968 in München ins Leben gerufene zweijährige Höhere Fachschule für Sozialpädagogik in Aufbauform (konnte von Erzieherinnen, Kindergärtnerinnen, Hortnerinnen etc. aufbauend absolviert werden) sowie
4. die 1968 in Benediktbeuern gegründete Höhere Fachschule der Sozialpädagogik der Salesianer Don Boscos.

1967 wurde der Schulverein Katholische Bildungsstätten für Sozialberufe in Bayern e. V. gegründet, der zunächst die Trägerschaft sowohl der Wohlfahrtsschule für Männer als auch der Ellen-Ammann-Schule übernahm. Bis 1970 waren die beiden Ausbildungsstätten räumlich getrennt.

### Gründung und Entwicklung (1971–2017)
Hermann Zeit hatte als Vorsitzender der Konferenz der Deutschen Schulen für Sozialarbeit Ende der 1960er Jahre maßgebend an der bundesweiten Umwandlung der Höheren Fachschulen für Sozialarbeit bzw. Sozialpädagogik zu Fachhochschulen mitgewirkt. Und so wurde am 1. August 1971 die Katholische Stiftungsfachhochschule München gegründet. Sie gehört zu den Fachhochschulen der ersten Gründungswelle in der Bundesrepublik Deutschland.
Neben den Direktoren der ehemaligen Höheren Fachschulen für Sozialarbeit und Sozialpädagogik waren in den Folgejahren insbesondere Walter Kögl, Simon Hundmeyer, Adelheid Stein, Eleonore Romberg sowie Andreas Hutter prägend für die Katholische Stiftungsfachhochschule München.
Mit Inkrafttreten des Bayerischen Hochschulgesetzes (BayHSchG) am 1. Oktober 1974, in das auch die Fachhochschulen einbezogen wurden, erhielt die konfessionell gebundene Bildungsinstitution den Status einer nichtstaatlichen Hochschule. Sie gilt damit gemäß Art. 106, Abs. 3 BayHSchG als staatlich anerkannt. Sie finanziert sich anteilig aus Mitteln des Freistaates Bayern und aus Zuschüssen der bayerischen Diözesen.
Die Fachhochschule der kirchlichen Stiftung des öffentlichen Rechts erließ am 10. Juni 1974 eine Verfassung. In dieser sind Aufgaben sowie Organisation, die Mitgliedschaft, die Kollegialorgane und andere Gremien, die Leitung, die Studierendenvertretung, die Berufungsverfahren, das Kuratorium u. a. m. geregelt. Damit übergab der Träger der Katholischen Stiftungsfachhochschule München das Recht der Selbstverwaltung.
1995 wurde der Diplomstudiengang Pflegemanagement eingeführt, der erste Pflegestudiengang in Bayern, und im selben Jahr die Fakutät Pflege und Gesundheit am Campus München.
Im Juni 2009 feierte die Hochschule den 100. Geburtstag ihrer ältesten Vorgängereinrichtung.

### 2017 bis heute
Die Verfassung wurde im Jahr 2017 überarbeitet. Seitdem trägt die Hochschule den Namen Katholische Stiftungshochschule München.
2019 führte die KSH als zweite Hochschule in Bayern den Bachelorstudiengang Hebammenkunde (B.Sc.) ein.
2021 wurde auf dem Campus München ein neues Seminargebäude mit 28 Hörsälen und Seminarräumen - das Ellen-Ammann-Seminarhaus - eingeweiht.
2024 führte die KSH den ersten hebammenwissenschaftlichen Masterstudiengang in Bayern, Midwifery-Led Care (M.Sc.), ein.
Ab 2026 können an der KSH eigenständige Promotionen durchgeführt werden. Gemeinsam mit der Evangelischen Hochschule Nürnberg (EVHN) wird das Promotionszentrum Menschenorientierte Forschung für innovative Versorgung und Teilhabe (PromZen MeVuT) eingerichtet. Es bündelt praxisnahe Forschung im SAGE-Bereich (Soziale Arbeit, Gesundheit, Bildung, Erziehung). Zuvor waren Promotionen nur über Kooperationen mit Universitäten möglich.

## Organisation
Zentrale Organe der KSH sind der Senat, das Kuratorium, die Hochschulleitung und die Erweitere Hochschulleitung.
- Der Senat ist das zentrale Kollegialorgan der Hochschule und gestaltet die Hochschulpolitik maßgeblich mit. Er trifft Entscheidungen in grundsätzlichen Angelegenheiten von Studium, Lehre, Forschung und Entwicklung, etwa zur Einrichtung neuer Studiengänge, zur Berufung von Lehrenden oder zur Vergabe finanzieller Mittel für den Ausbau der Infrastruktur. Zusammengesetzt ist der Senat aus Mitgliedern der Erweiterten Hochschulleitung sowie gewählten Vertretungen der Lehrenden, der Mitarbeitenden in Verwaltung und Forschung und der Studierenden.[20]
- Das Kuratorium berät die Hochschule in strategischen und entwicklungsbezogenen Fragen sowie bei der Außendarstellung. Ihm gehören neben der Erweiterten Hochschulleitung Persönlichkeiten aus Wissenschaft, Politik, Kultur, Wirtschaft und Praxis an. Es fördert die Interessen der Hochschule in der Öffentlichkeit und unterstützt die Zusammenarbeit mit Fachpraxis, Gesellschaft und Kirche.[20]
- Die Hochschulleitung (HSL) ist für die Führung, Steuerung und Weiterentwicklung der Hochschule an beiden Standorten verantwortlich. hre Mitglieder handeln auf Grundlage des bayerischen Hochschulgesetzes und der Vorgaben der Trägerin. Die Hochschulleitung setzt sich zusammen aus der Präsidentin, dem Vizepräsident für Studium und Lehre, der Vizepräsidentin für Forschung und Entwicklung und einem Kanzler.[21]
- Die Erweiterte Hochschulleitung (EHL) wirkt beratend und unterstützend bei der Aufgabenerfüllung der Hochschulleitung mit. Sie setzt sich gemäß Verfassung zusammen aus den Mitgliedern der Hochschulleitung, den Dekaninnen und Dekanen der drei Fakultäten und den zwei Frauen- und Gleichstellungsbeauftragten der Hochschule.[22]

Zudem wirkt die Studierendenschaft durch gewählte studentische Vertretungen in Hochschulorganen mit. Sie bilden den Allgemeinen studentischen Ausschuss Benediktbeuern (AstA) und die Studierendenvertretung München (StuVe). Die gewählten Vertretungen arbeiten mit der Hochschulleitung zusammen; die Hochschulleitung hat den Vertretungen gegenüber verfassungsmäßige Rechte und Pflichten.

## Leiterinnen/Direktorinnen der Sozialen Frauenschule
- Ellen Ammann (1909–1925)[24][25]
- Luise Jörissen (1925–1929)[26][27] (war auch Schülerin)
- Maria Ammann (1929–1961)[28]
- Martha Krause-Lang (1961–1971)[29]

## Schulleiter/Direktor der Wohlfahrtsschule für Männer/Höhere Fachschule für Sozialarbeit u.a.
- Hermann Zeit (1959–1971)

## Präsidenten der Hochschule
- Hermann Zeit (1971–1978)[30]
- Simon Hundmeyer (1978–1986)
- Karljörg Schäflein (1986–2002)
- Michael Pieper (2002–2006)
- Egon Endres (2006–2014)
- Hermann Sollfrank (2014–2021)
- Birgit Schaufler (seit 2021)

## Bekannte Lehrende
- Elisabeth Bamberger (1890–1984), Dozentin für Volkswirtschaft[31]
- Wilhelm Bleyer (1905–1983), Dozent für Religion und Caritaskunde
- Susanna Endres, Professorin für Pädagogik mit dem Schwerpunkt Medienpädagogik und Digitale Bildung
- Constanze Giese (* 1966), Professorin für Ethik und Anthropologie (seit 2001)
- Hans-Günter Gruber (* 1957), Moraltheologe, Ehe- und Familienberater und Hochschullehrer
- Alois Hundhammer (1900–1974), Volkswirtschaftler und Politiker (Bayerische Volkspartei und CSU)
- Franz-Josef Hungs (1932–2007), römisch-katholischer Theologe, Pädagoge und Hochschullehrer
- Susanne Nothhafft (* 1968), Juristin, Mediatorin und Professorin für Recht
- Ursula Männle (* 1944), Sozialwissenschaftlerin und Politikerin (CSU)
- Stefan Oster (* 1965), Bischof von Passau
- Sabine Pankofer (* 1964), Professorin für Psychologie in der Sozialen Arbeit
- Eleonore Romberg (1923–2004), Professorin für Soziologie und Gemeinwesenarbeit
- Franz Ruppert (* 1957), Professor für Psychologie
- Carmen Tatschmurat (* 1950), Professorin für Soziologie
- Hanne Schaffer (* 1959), Soziologin und Professorin für Soziologie
- Birgit Schaufler, Pädagogin, Professorin und Präsidentin der KSH seit 2021
- Ottmar Schoch (* 1933), Professor für Psychologie, Leiter der Abteilung Benediktbeuern
- Thomas Schumacher (* 1959), Professor für Philosophie in der Sozialen Arbeit – Abt. München
- Hans Tremmel (* 1963), Professor für Theologie und Ethik in der Sozialen Arbeit – Abt. Benediktbeuern
- Barbara Wachinger (* 1937), Moraltheologin und Hochschullehrerin
- Otto Wahl (1932–2020), Alttestamentler und langjähriger Rektor der Philosophisch-Theologischen Hochschule Benediktbeuern

## Absolventen (einschl. Vorgängerschulen)
- Elisabeth Hopmann (1887–1937), war auch stellv. Schulleiterin von 1919 bis 1937
- Paula Huber (Sr. Prasedis) (1888–1966), Sekretärin von Ellen Ammann, Schwester von Kurt Huber[32][33].
- Manfred Berger (* 1944), Erziehungswissenschaftler und Freizeithistoriker
- Vera Fischer (* 1943), langjährige Schulleiterin der Fachakademie für Sozialpädagogik Dillingen
- Julia Dünner (1883–1959), Politikerin, Ministerialbeamtin, Staatswissenschaftlerin, Dozentin.[34][35]
- Maria Geiss-Wittmann (* 1934), erste weibliche Landtagsabgeordnete der Oberpfalz; Gründerin des Moses-Projekts, das schwangeren Frauen in Extremsituationen eine anonyme Geburt in Kliniken ermöglicht; 2000–2008 Vorsitzende von Donum vitae in Bayern
- Huberta von Gumppenberg (1910–1999), Sozialarbeiterin und Religionspädagogin
- Martin Lechner (* 1951), Lehrstuhlinhaber für Jugendpastoral an der Philosophisch-Theologischen Hochschule Benediktbeuern
- Paula Linhart (1906–2012), arbeitete unter anderem viele Jahre für den Katholischen Fürsorgeverein für Mädchen, Frauen und Kinder[36]
- Barbara Lochbihler (* 1959), Mitglied Fraktion der Grünen / Freie Europäische Allianz
- Elisabeth Riederer von Paar zu Schönau (1900–1977), engagierte sich in der Mittelstandshilfe im Bayerischen Landesverband des Katholischen Deutschen Frauenbundes und in der Rundfunkmission[37]
- Manfred Riegger (* 1967), Religionspädagoge und Hochschullehrer
- Carmen Tatschmurat (* 1950), Professorin für Soziologie
- Kerstin Schreyer (* 1971), deutsche Politikerin (CSU)
- Jörg Trottmann (* 1944), ehemaliger Synodalpräsident der römisch-katholischen Landeskirche Luzern/Schweiz
- Norbert Wolff (* 1962), Theologe und Kirchengeschichtler
- Marie Zettler (1885–1950), Publizistin und Mitglied der Weimarer Nationalversammlung
- Georg Zinner (1948–2014), Bankkaufmann, Sozialpädagoge, Soziologe[38]
- Frank Wahlich (* 1966), Elektroniker, Sozialpädagoge, Gründer der Sozialpädagogischen Tagesgruppe Kindergruppe Rabennest in München-Haidhausen
- Verena Dietl (* 1980), dritte Bürgermeisterin der Stadt München